# Полевая артиллерия

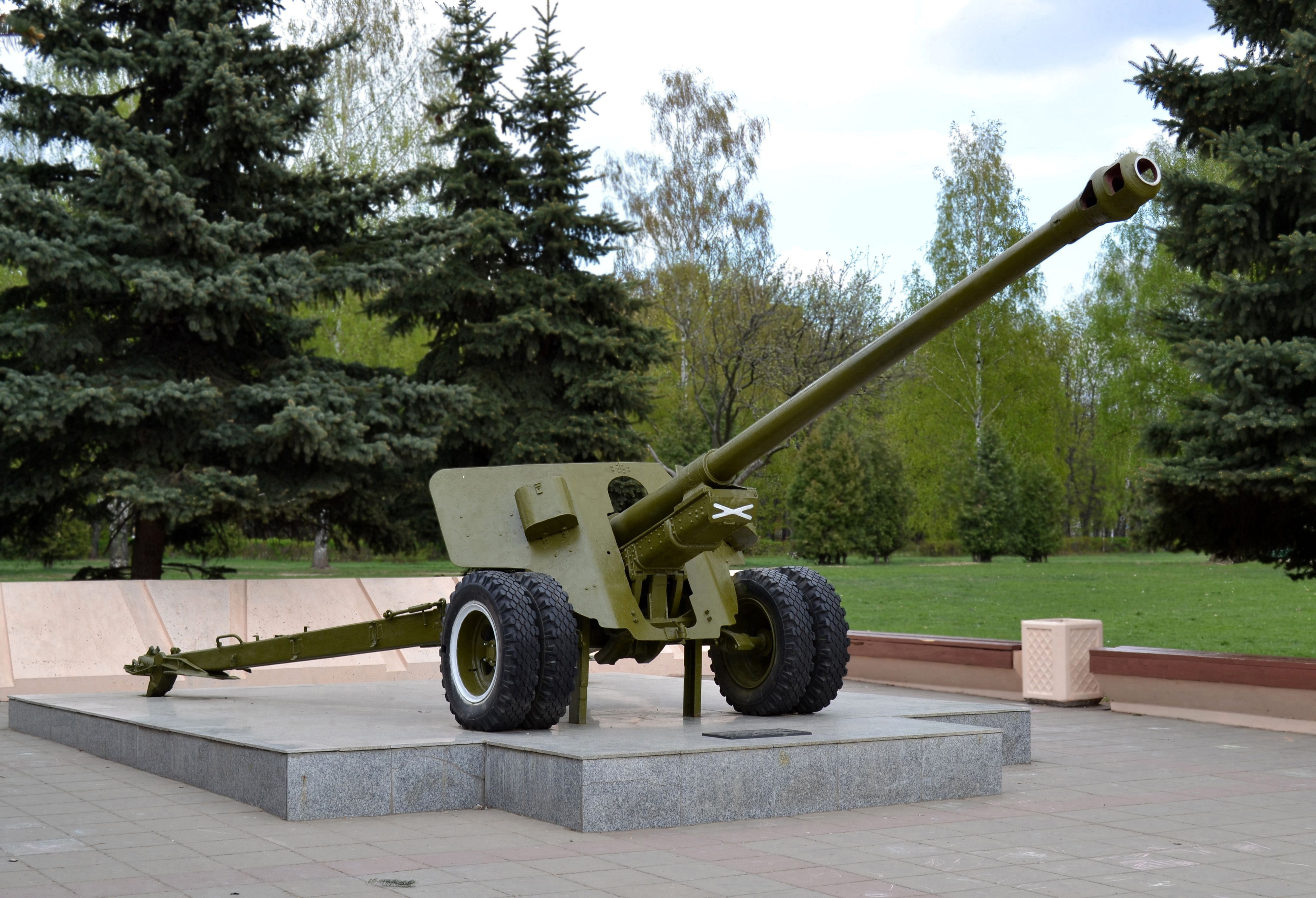
Советская 100-мм полевая пушка БС-3 в Королёве (Московская область).

Полева́я артилле́рия — вид сухопутных артиллерийских сил и средств, которые действуют на поле боя совместно с другими войсками.

## История

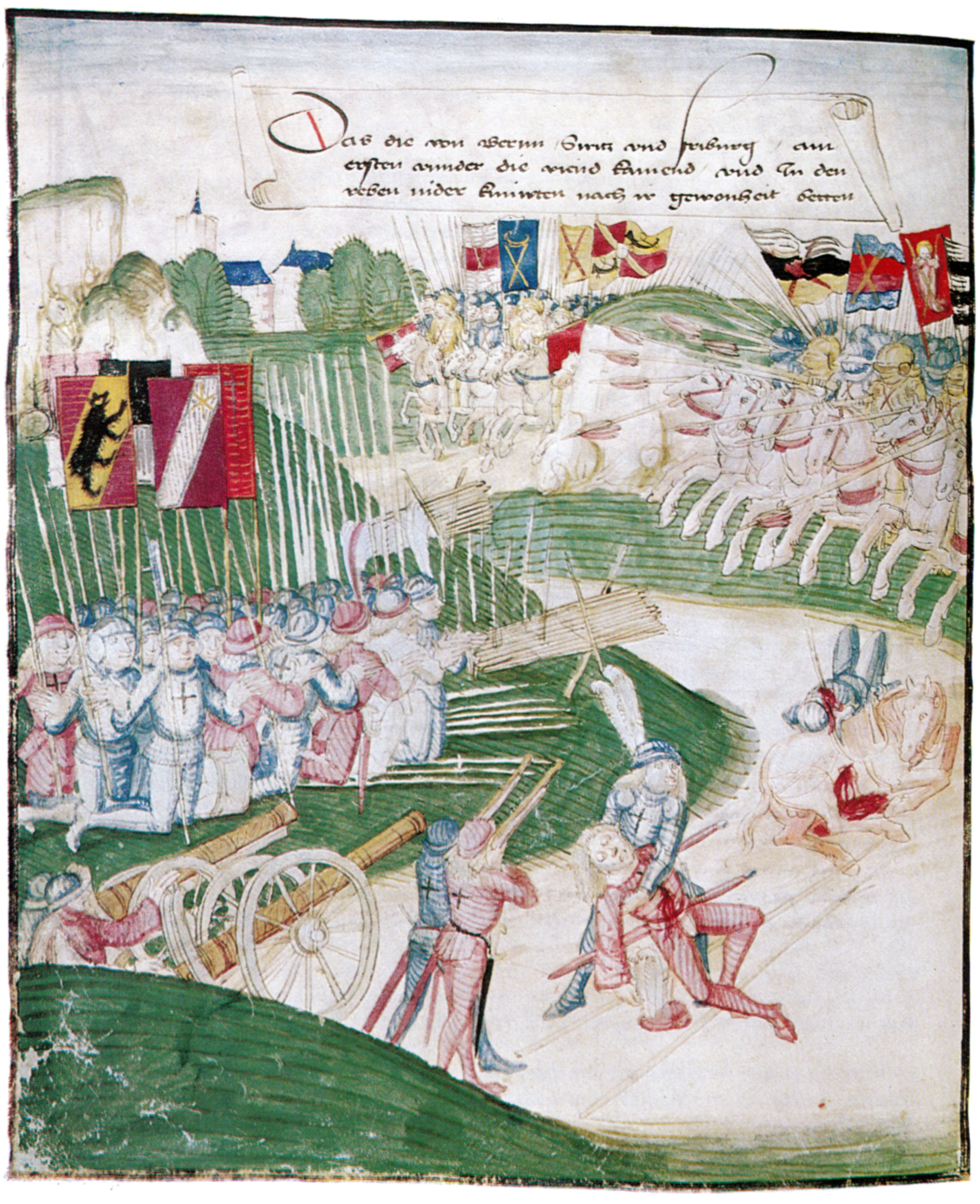
Битва швейцарцев с бургундцами при Грансоне (1476). Миниатюра «Бернской хроники» Диболда Шиллинга Старшего

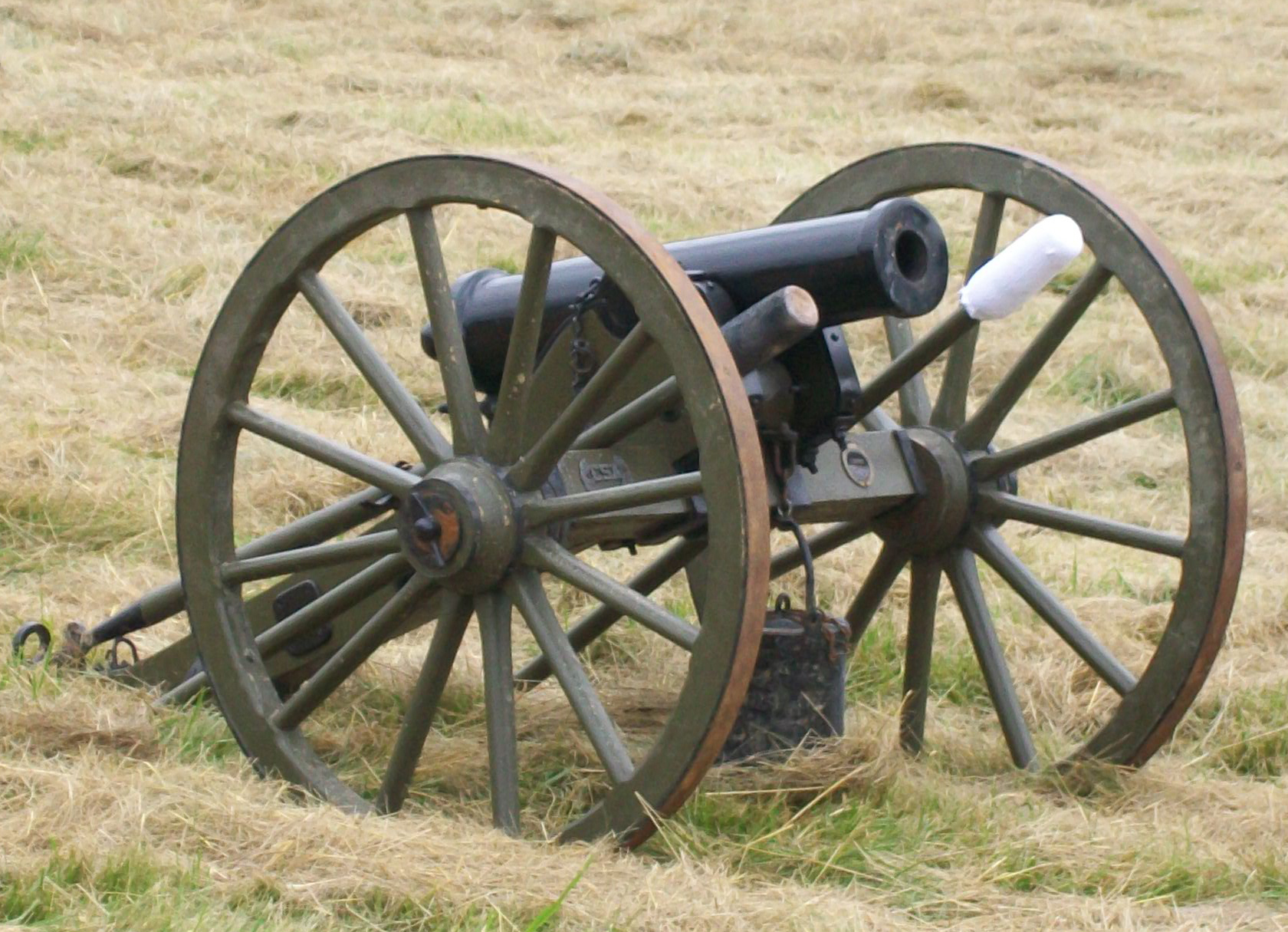
6-фунтовая горная гаубица, применявшаяся в полевых сражениях Гражданской войны в США, 1863 г.

Еще до изобретения пороха слово «Артиллерия» обнимало собою все роды метательных и стенобитных машин с их прислугою, позже название «Артиллерия» было перенесено уже исключительно на огнестрельные орудия. Сперва возникли осадные и крепостные метательные машины, а впоследствии их стали применять и в полевой войне. Для сопровождения осадных обозов Филипп ввёл в военный обиход македонского войска лёгкие катапульты и баллисты. Александр расширил зону их применения, используя их в качестве полевой артиллерии (особенно в горах и при переправах). Орудия были сконструированы так, чтобы основные детали можно было перевозить на лошадях или мулах. Более громоздкие детали вытёсывались на месте. Немалое количество орудий перевозилось в собранном виде.
Некоторые исторически возникновение полевой артиллерии связывают с изобретением колёсного лафета, ибо до его появления (XIV—XV века) артиллерия была слишком громоздкой и малоподвижной, что ограничивало её область применения в основном взятием и обороной крепостей (см. крепостная артиллерия и осадная артиллерия). Колёсный лафет позволил огневым средствам и артиллерийским частям активно маневрировать на поле боя и принимать участие в сражениях наравне с пехотой и кавалерией. Известно, что первым, кто применил в сражении лёгкую полевую артиллерию, был кондотьер Б. Коллеони (1467 год).

Вацлав Сохор. «Австрийская „батарея мёртвых“ в битве при Садове 1866 г.». Военно-исторический музей (Вена)

В русском войске первые лафеты на колёсном ходу появились в конце XV века, а со второй четверти XVI века колёсными лафетами стали оснащаться все типы артиллерийского вооружения. В дальнейшем (в XVII—XVIII веках) произошло уменьшение общей массы орудий и рост их подвижности (см. единорог).
К концу царствования Петра Великого в Вооружённых силах артиллерия была следующих видов: полковая, полевая, осадная и крепостная. В составе полевой артиллерии к 1723 году было 21 орудие (12-фунтовое — три единицы, 8 фунтовое — 12 единиц, 6-фунтовое — 6 единиц).
В конце XIX столетия полевая артиллерия (войско) обнимала собою:
1. пешую артиллерию, присоединяемую к пехоте, и её прислуга идет пешком или перевозится на лафетах, передках и зарядных ящиках (в иностранных государствах она называется ездящей[8]);
2. конную[9], назначаемую для совместных действий с кавалерией, и её прислуга на конях;
3. горную, для действий в гористой местности, и её прислуга всегда пешком, а материальная часть может перевозиться и на вьюках;
4. конно-горную, её прислуга посажена на коней[10].

Перед началом Первой мировой войны русская полевая артиллерия включала в себя лёгкую, конную, горную, конно-горную, мортирную и тяжёлую артиллерию.

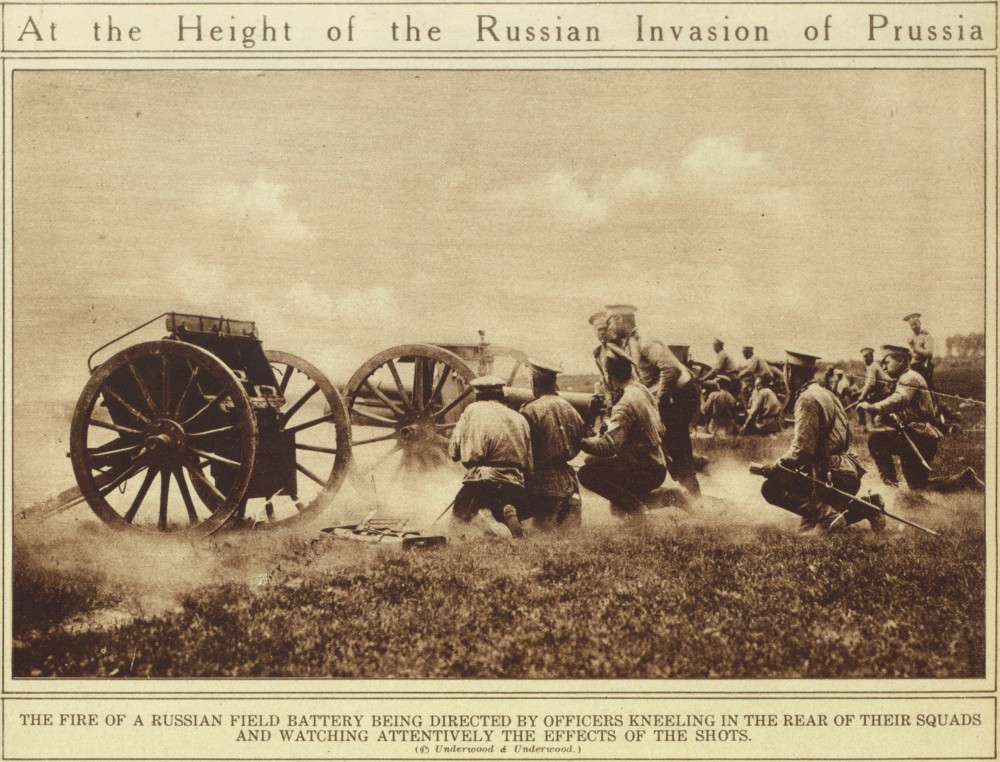
Батарея русских 76,2-мм полевых пушек в Пруссии, 1914 г.

Соответственно типы полевой артиллерии полевых войск Русской гвардии и армии ВС России имперского периода включали в себя в:
- лёгкой:
  - артиллерийские бригады и отдельные артиллерийские дивизионы (6 — три батарей), в батарее 8 скорострельных трёхдюймовых пушек;
- конной:
  - один дивизион из двух батарей на кавалерийскую дивизию, в батарее 6 скорострельных трёхдюймовых пушек;
- горной:
  - дивизионы из двух батарей, в каждой 8 скорострельных горных 3-дюймовых пушек;
- конно-горной:
  - соединение двух предыдущих типов;
- мортирной:
  - дивизион из двух батарей, в каждой 6 гаубиц калибра 4,8 дюйма (122 мм);
- тяжёлой:
  - дивизионы с орудиями осадного типа.

Для нижних чинов, состоящих в специальных командах полевой артиллерии, разведчиков, 11 августа (24 августа) 1907 года Высочайшим указом императора Николая II был установлен наружный знак отличия — нагрудный знак разведчика полевой артиллерии.
В полевой артиллерии ВС Российской империи имелось, формирований, на 1914 год:
- лёгкой — 70 бригад (в том числе три гвардейских) и 17 дивизионов (в том числе один гвардейский) (всего 442 батареи);
- конной — 21 дивизион (в том числе два гвардейских и 7 казачьих), пять отдельных батарей (одна гвардейская и четыре казачьи) (всего 48 батарей);
- горной — 42 батареи (распределенные по лёгким артиллерийским бригадам и дивизионам);
- конно-горной — три дивизиона и одна батарея (всего 7 батарей);
- мортирной — 36 дивизионов (в том числе один гвардейский) и одна батарея (всего 77 батарей);
- полевой тяжёлой — 8 дивизионов (всего 24 батареи).

Есть ли что-либо невозможное, например, в том, что автомобили не только вполне заменят повозки в обозах, но проберутся даже в полевую артиллерию; вместо полевых орудий с конскою упряжью войдут в состязание на поле сражения подвижные бронированные батареи, и битва сухопутная уподобится битве морской.— Д. Милютин, «Старческие размышления о современном положении военного дела в России» (1912 год).

## Современность
По современным представлениям к полевой артиллерии относятся прежде всего самоходные и буксируемые артиллерийские системы общего назначения (миномёты, гаубицы, пушки и тому подобное), а также системы залпового огня, чьей задачей является огневое поражение сил противника как в обороне, так и при осуществлении наступательных действий. Как правило, полевые артиллерийские огневые средства организационно сведены в артиллерийские батареи, дивизионы, полки, бригады и группы.
В вооружённых силах Советского Союза термин «полевая артиллерия» не употреблялся. В российский вооружённых силах термин «полевая артиллерия» имеет статус неофициального, для обозначения всей совокупности войсковой артиллерии общего назначения.